# Meste Verdié
 (mars 2016).
Si vous disposez d'ouvrages ou d'articles de référence ou si vous connaissez des sites web de qualité traitant du thème abordé ici, merci de compléter l'article en donnant les références utiles à sa vérifiabilité et en les liant à la section « Notes et références ».
Antoine Verdié, dit Meste Verdié, né à Bordeaux le 11 décembre 1779, où il est mort le 25 juillet 1820, est un auteur de comédies et poète gascon.

## Biographie
Fils du boulanger Jean Verdié et de Marie Brunetié, Antoine Verdié nait le 11 décembre 1779 dans la paroisse de Saint-Rémy à Bordeaux. Ses parents s'installent ensuite dans le quartier de Saint-Seurin. Il connaitra peu sa mère. Il livre le pain, distribue des journaux, devient vannier. Il se marie le 5 mai 1806 avec Marie-Catherine Rose.
Le couple a peu de ressources. Fin 1810, Antoine part pour Bayonne comme infirmier à l'hôpital militaire. Rose l'accompagne un temps, puis rentre à Bordeaux. Il la rejoint au printemps 1814. Devenu grenadier de la garde nationale, il commence à écrire des vers. Il devient populaire en mimant et déclamant en public, dans un café ou au coin d'une rue. Il publie ses œuvres entre 1815 et 1820, parmi lesquelles la dernière et la plus connue est Cadichoune et Mayan. Il fonde avec deux amis la Société des poètes Gascons qui publie en 1819 et 1820 la revue La Corne d'aboundence.

## Œuvres
Antoine Verdié est l’auteur des œuvres suivantes :
- L'Abanture comique de meste Bernat ou Guillaoumet de retour dens sous fougueys, 1815
- La Catastrophe affruse arribade à meste Bernat ou sa séparatioun dam Mariote, 1815 lire en ligne sur Séléné
- La Revue de meste Jantot dans l'arrondissement de Bordeaux, 1816
- La Mort de Mariote ou Meste Bernat bengé, 1816
- La Mort de Guillaumet, 1816
- Lou Sabat daou Médoc, 1818 lire en ligne sur Gallica
- Bertoumiou à Bourdeou ou lou peysan dupat, 1818
- Antony lou dansaney ou la rebue des Champs-Eliseyes de Bourdeou, 1818 lire en ligne sur Séléné
- Alexis ou l'Infortuné Laboureur, 1818
- Cadichoune et Mayan ou les Doyennes de fortes en gule daou mercat, 1819
- Fables nouvelles, 1819

Théâtre
- La Mort de Guillaumet, tragédie burlesque en 2 actes et en vers, Bordeaux, Théâtre Français, 11 janvier 1817

Œuvres réunies
- Œuvres complètes de Meste Verdié, poète gascon, 16e édition, corrigée et augmentée, avec une Notice sur la vie et les œuvres de Verdié, par Charles Bal, M. Lacoste, Bordeaux, 1879, 309 p.
- Œuvres gasconnes de Meste Verdié, poète bordelais (1779-1820). Édition nouvelle soigneusement collationnée, considérablement augmentée et précédée d'une notice, sur Antoine Verdié. Son temps, sa vie, ses œuvres, sa langue, par Léon Bonnet, lauréat des Jeux floraux septenaires. Préface de M. Édouard Bourciez, professeur de langues et littératures du sud-ouest de la France, à la Faculté des lettres de Bordeaux. Féret et fils, Bordeaux, 1921, 310 p.
- Farces bordelaises, traduction par Bernard Manciet, préface par Albert Rèche, Bordeaux, l'Horizon chimérique, 1989, 127 p.